# Isidro Lángara
Isidro Lángara Galarraga (25. května 1912 – 21. srpna 1992) byl španělský fotbalový útočník z Baskicka. Třikrát byl králem střelců španělské ligy, jednou argentinské a dvakrát mexické ligy. Účastnil se MS 1934.

## Hráčská kariéra
Lángara začínal v baskických klubech Bildur Guchi, Esperanza de San Sebastián, Siempre Adelante de Pasajes a Andoain. Pak byl v třetiligovém Tolosa CF. V 18 letech přestoupil do druholigového Realu Oviedo, kde byl 6 let do vypuknutí občanské války v roce 1936. Oviedo postoupilo do 1. ligy a v ní byl Lángara 3× za sebou králem střelců.
V roce 1937 hrál za Baskicko po Evropě, aby získali peníze pro republikánskou armádu. Poté, co Bilbao padlo do rukou Francovy armády, baskický národní tým hrál na Kubě, v Mexiku a v Argentině. V ročníku 1938/39 hrál tento tým v mexické lize pod názvem CD Euzkadi, protože mu FIFA zakázala hrát proti jiným národním týmům.
Po skončení občanské války byl baskický národní tým rozpuštěn a Lángara odešel do argentinského San Lorenza. V den, kdy přijel do Argentiny, dal 4 góly při výhře 4:2 nad River Plate. V roce 1940 se stal králem střelců argentinské ligy.
V roce 1943 šel do mexického klubu Real Club España, kde jako hráč vyhrál jediný mistrovský titul a 2× se stal králem střelců mexické ligy.
Poslední 2 roky hrál opět za Oviedo.
Lángara byl s týmem Španělska na MS 1934. Je jediným hráčem, který se stal králem střelců v ligách na 3 různých světadílech.

## Trenérská kariéra
Lángara vyhrál jako trenér chilskou ligu v roce 1951 s týmem Unión Española.

## Statistiky

### Klub
| Klub             | Liga   | Rok     | Liga  | Liga | Pohár | Pohár | Regionální | Regionální | Celkem | Celkem |
| Klub             | Liga   | Rok     | Záp.  | Góly | Záp.  | Góly  | Záp.       | Góly       | Záp.   | Góly   |
| ---------------- | ------ | ------- | ----- | ---- | ----- | ----- | ---------- | ---------- | ------ | ------ |
| Real Oviedo      | 2.     | 1930-31 | 18    | 15   | -     | -     | -          | -          | 18     | 15     |
| Real Oviedo      | 2.     | 1931-32 | 16    | 22   | 3     | 2     | 10         | 14         | 29     | 38     |
| Real Oviedo      | 2.     | 1932-33 | 18    | 24   | 2     | 2     | 3          | 11         | 23     | 37     |
| Real Oviedo      | 1.     | 1933-34 | 18    | 27   | 6     | 9     | 8          | 24         | 32     | 60     |
| Real Oviedo      | 1.     | 1934-35 | 22    | 26   | 2     | 1     | 3          | 7          | 27     | 34     |
| Real Oviedo      | 1.     | 1935-36 | 21    | 28   | 2     | 2     | 8          | 17         | 31     | 47     |
| Real Oviedo      | 1.     | 1946-47 | 20    | 18   | 3     | 1     | —          | —          | 23     | 19     |
| Real Oviedo      | 1.     | 1947-48 | 9     | 5    | 1     | 2     | —          | —          | 10     | 7      |
| Real Oviedo      | Celkem | Celkem  | 142   | 165  | 19    | 19    | 32         | 73         | 193    | 257    |
| CD Euzkadi       | 1.     | 1938-39 | 7/12  | 19   | -     | -     | —          | —          |        | 19     |
| CD Euzkadi       | Celkem | Celkem  | 7/12  | 19   | 0     | 0     | 0          | 0          |        | 19     |
| CA San Lorenzo   | 1.     | 1939    | 25    | 34   | 4     | 1     | —          | —          | 29     | 35     |
| CA San Lorenzo   | 1.     | 1940    | 34    | 33   | —     | —     | —          | —          | 34     | 33     |
| CA San Lorenzo   | 1.     | 1941    | 30    | 24   | 2     | -     | —          | —          | 32     | 24     |
| CA San Lorenzo   | 1.     | 1942    | 27    | 15   | 2     | -     | 1          | 1          | 30     | 16     |
| CA San Lorenzo   | 1.     | 1943    | 5     | 4    | -     | -     | -          | -          | 5      | 4      |
| CA San Lorenzo   | Celkem | Celkem  | 121   | 110  | 8     | 1     | 1          | 1          | 130    | 112    |
| Real Club España | 1.     | 1943    | -     | -    | 1/5   | 2     | —          | —          |        | 2      |
| Real Club España | 1.     | 1943-44 | 18    | 27   | 4/7   | 5     | —          | —          |        | 32     |
| Real Club España | 1.     | 1944-45 | 14/24 | 38   | 4/5   | 7     | —          | —          |        | 45     |
| Real Club España | 1.     | 1945-46 | 30    | 40   | 1     | 1     | —          | —          |        | 41     |
| Real Club España | Celkem | Celkem  | 62/72 | 105  | 10/18 | 15    | 0          | 0          |        | 120    |
| Celkem           | Celkem | Celkem  |       | 399  | 29/33 | 35    | 33         | 74         |        | 508    |

## Úspěchy

### Klub
- Mistr Mexika: 1945 (Real Club España - hráč)
- Mistr Chile: 1951 (Unión Española - trenér)

### Individuální
- Král střelců 2. španělské ligy: 1933
- Král střelců 1. španělské ligy: 1934, 1935, 1936
- Král střelců 1. argentinské ligy: 1940
- Král střelců 1. mexické ligy: 1944, 1946